# 사카이촌 (이시카와현)
사카이촌(坂井村)은 이시카와현 가호쿠군에 있던 촌이다. 현재의 가나자와시 북서부, 호쿠리쿠 본선 모리모토역의 서쪽・남쪽 일대에 해당한다.

## 역사
- 1889년 4월 1일 - 정촌제 시행에 의해 가호쿠군 사카이촌이 성립하였다.
- 1907년 8월 10일 - 고가네촌, 나카구치촌, 가나가와촌과 합병해 고사카촌이 성립하였다.

## 교통

### 도로
현재는 호쿠리쿠 자동차도가 지나가지,만 당시엔 미개업

## 참고문헌
- 角川日本地名大辞典 17 石川県